# Nkosi Sikelel’ iAfrika
Nkosi Sikelel' iAfrika (с коса — «Боже, благослови Африку») — песня, сочинённая в качестве религиозного гимна учителем методистской миссии в Йоханнесбурге Энохом Сонтонга в 1897 году. С 1994 года является частью объединённого государственного гимна Южно-Африканской республики.

## История
Песня была сочинена в Йоханнесбурге в 1897 году чёрным учителем методистской церкви Энохом Сонтонга. В 1927 году поэт Мануэль Мкхайи написал дополнительные строфы для песни. Она является частью государственного гимна ЮАР (версия на трёх языках: коса, зулу и сесото), Танзании (на суахили), Замбии (на языке бемба), а также в прошлом Зимбабве и Намибии. За пределами Африки она более всего известна как гимн Африканского национального конгресса с 1925 года. Во времена борьбы с апартеидом она активно распевалась на собраниях этой организации.

### Южная Африка
Во времена режима апартеида песня считалась многими неофициальным гимном Южной Африки, выражающей страдания чёрного населения. В 1994 году, после падения апартеида, новый Президент Южной Африки Нельсон Мандела объявил обе песни — Nkosi Sikelel iAfrika и старый гимн Die Stem van Suid-Afrika («Голос Южной Африки») — государственными гимнами. Несмотря на включение в гимн песни Nkosi Sikelel iAfrika, выражающей радость от обретения свободы многими южноафриканцами, часть из «Голоса Южной Африки» также была сохранена даже после отмены апартеида в знак того, что новое правительство Нельсона Манделы уважает все расы и культуры новой Южной Африки. В 1997 году была выпущена окончательная редакция государственного гимна, закреплённая в конституции ЮАР, и используемая по сей день. В ней первые две строфы поются на трёх африканских языках: первые две строчки на коса, вторые две на зулу и последние четыре на сесото.

## Текст
| Оригинал на коса 1897 года          | Русский перевод                    |
| Nkosi, sikelel' iAfrika.            | Боже, благослови Африку.           |
| Maluphakamis’upondo lwayo.          | Пусть её слава вознесется высоко.  |
| Yiva imithandazo yetu.              | Услышь наши молитвы.               |
| Nkosi sikelela, Thina lusapholwayo. | Благослови нас, Боже, детей её.    |
| Припев Yehla Moya, Yehla Moya,      | Припев Сойди, о Дух, сойди, о Дух, |
| Yehla Moya Oyingcwele.              | Сойди, о Дух Святой.               |